# Mustigeri, Badami
Mustigeri là một làng thuộc tehsil Badami, huyện Bagalkot, bang Karnataka, Ấn Độ.